# NGC 179
NGC 179 ist eine elliptische Galaxie vom Hubble-Typ E/S0 im Sternbild Walfisch südlich der Ekliptik. Sie ist schätzungsweise 268 Millionen Lichtjahre von der Milchstraße entfernt und hat einen Durchmesser von etwa 70.000 Lichtjahren.

Im selben Himmelsareal befindet sich u. a. die Galaxie NGC 209.
Das Objekt wurde im Jahr 1886 von dem amerikanischen Astronomen Francis Preserved Leavenworth entdeckt.